# Zemskij sobor

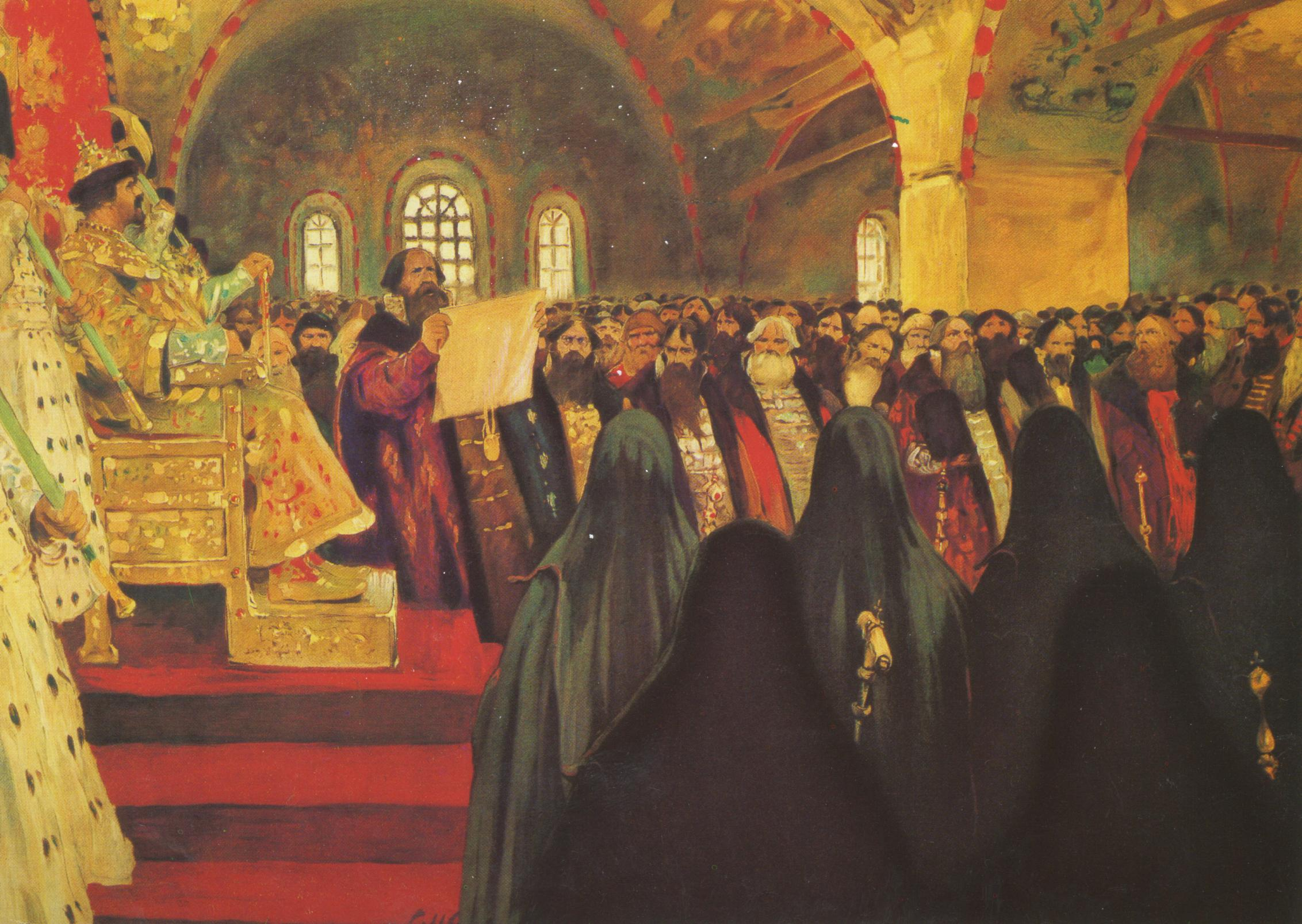
Lo zemskij sobor in un dipinto di Sergej Ivanov

Lo zemskij sobor (in russo зе́мский собо́р?) fu il primo parlamento russo su base feudale. Fu attivo nel XVI e nel XVII secolo. Il termine volgarmente significa assemblea della terra.

## Storia
Poteva essere convocato dallo zar, dal metropolita di Mosca, o dalla Duma dei boiardi. Tre categorie della popolazione partecipavano all'assemblea:
1. La nobiltà e l'alto personale burocratico, inclusi i boiardi.
2. Il sobor del clero ortodosso.
3. Rappresentanti di mercanti e cittadini (terzo stato).

Il primo zemskij sobor fu riunito dallo zar Ivan il Terribile nel 1549. Durante il suo regno convocò numerose volte tale istituzione che divenne uno strumento utilizzato per decidere sulla redazione di nuove leggi e su altri temi controversi. Anche se i sobor erano innanzitutto uno strumento formale per approvare decisioni che Ivan aveva già preso, alle volte la bassa nobiltà e dai cittadini proponevano di propria iniziativa nuove riforme. A riprova di questo dato è da ricordarsi il malcontento dello zar quando l'assemblea del 1566 gli chiese di abolire la Opričnina.
Quando la Dinastia dei Rurik si estinse nel 1598 fu convocato un sobor che elesse Boris Godunov come nuovo zar. Un altro grande concilio, che comprendeva persino i contadini, elesse Michele Romanov nel 1613. Durante il regno di Michele III, essendo la dinastia dei Romanov ancora debole, tali assemblee erano convocate annualmente per poi perdere gradualmente influenza con il consolidamento del potere della dinastia imperiale.
Dapprima convocati saltuariamente per ratificare trattati di pace già conclusi, dopo la "Pace eterna" stipulata con la Polonia nel 1684, non furono più riuniti e caddero in disuso.

## Zemskij sobor del 1922
Quattro anni dopo la morte dell'ultimo zar di Russia, il 23 luglio 1922, il generale Michail Konstantinovič Diterichs, comandante in capo dell'Armata Bianca nelle regioni dell'estremo oriente russo, convocò lo Zemskij sobor della regione di Amur (Приамурский Земский Собор) dell'Oblast' dell'Amur. Questo sobor, che invitava tutte le popolazioni russe a pentirsi per la detronizzazione dello zar, istituì di nuovo la monarchia nominando il granduca Nicola il Giovane zar di tutte le Russie (elezione contestata da gran parte degli esuli russi perché il primo nella linea di successione al trono di Russia era il Granduca Cirillo). Il patriarca Tichon (che, come peraltro il Granduca, non era presente) fu nominato presidente onorario del sobor. Due mesi dopo l'oblast' dell'Amur cadde nelle mani dei Bolscevichi e il consiglio fu trasferito prima a Costantinopoli poi a Sremski Karlovci.

## Fonti
- С. Л. Авалиани. "Литературная история земских соборов". Odessa, 1916.
- Zemstvo Emissioni Postali